# 自助具
自助具とは、心身機能・身体構造上の理由（身体障害）から、日常生活で困難を来している動作を、可能な限り自分自身で容易に行えるように補助し、日常生活をより快適に送るために、特別に工夫された道具である。
（例　グリップを太くし握りやすくしたスプーン、ピンセット箸、ボタンエイド、コップホルダーなど）
自分自身では出来ないと諦めていたり、人に依存していたことが自助具を使うことにより可能になると、物理的に生活の幅が広がるだけでなく、精神的にも積極性が出てくるなど、自律生活を高める効果が期待できる。
自助具は、福祉用具を扱っている店等で売っている場合もあるが、非常に高価なことが多く、また基本的に利用者の身体状況や能力、要望等に合わせて作られることが望ましいため、自作をする場合が多い。施設や病院では作業療法士が製作することもある。自助具導入の相談・製作援助しているボランティアグループもある。（例　奈良自助具の部屋）